# Weeze
Weeze – miejscowość i gmina w zachodnich Niemczech, w kraju związkowym Nadrenia Północna-Westfalia, w rejencji Düsseldorf, w powiecie Kleve.
Na terenie gminy znajduje się port lotniczy Weeze, który obsługuje tanie linie lotnicze. Z tego miasta pochodzi klub piłkarski TSV Weeze, a także drużyna E-Sportowa o tej samej nazwie.